# 봉산초등학교 양지분교
봉산초등학교 양지분교는 대한민국 전라남도 담양군 봉산면 송강정로 170 (양지리)에 있었던 초등학교 분교이다.

## 연혁
- 1940년 5월 16일 봉산공립심상소학교 부설 연동간이학교 개교(설립인가 5월 10일)
- 1943년 4월 1일 봉산남공립국민학교 승격 인가
- 1996년 3월 1일 봉산남초등학교로 개칭
- 2000년 3월 1일 봉산초등학교 양지분교로 격하
- 2013년 3월 1일 폐교

## 폐교 이후
폐교 이후, 학교 부지에는 솔가람고등학교가 2021년에 개교하였다.